# Gustavo Biscayzacú
Gustavo Javier «Grillo» Biscayzacú Perea (Montevideo, 5 de octubre de 1978) es un exfutbolista uruguayo. Jugaba como delantero y anotó 247 goles a lo largo de su carrera. En 2003 fue reconocido por la FIFA como el cuarto mayor anotador de todo el planeta en la temporada al convertir 31 goles.

## Trayectoria

### Como jugador
Este goleador charrúa debutó el 14 de septiembre de 1997 en el club Defensor Sporting, oportunidad en la que derrotaron por 3:2 al Club Atlético Peñarol. Ha jugado para el club Real Jaén CF en Andalucía, Melbourne Knights de Australia, y en Chile para Santiago Morning, Unión Española, equipo con el que logró ser reconocido por la IFFHS como el cuarto mayor goleador del globo en el año 2003 tras anotar 31 goles en total en el año y ser goleador de la Primera División en el torneo clausura con 21 goles, y en Fernández Vial en Chile, donde también fue goleador del torneo. Además fue seleccionado uruguayo, etapa en la que compartió con jugadores como Gabriel Migliónico, Álvaro Recoba entre otros.
Para el campeonato clausura del 2004 ficha por los Tiburones Rojos de Veracruz de México, equipo en el que se vuelve un jugador "imprescindible". En los cinco campeonatos jugados con el Veracruz computó 40 goles. Posteriormente fichó por los "Potros de Hierro" del Atlante en el campeonato de apertura el 2006. Sumó más de 60 goles en su estadía en el fútbol azteca. En la primera mitad del año 2007 ficha por el Necaxa de México, pero el técnico holandés Hans Westerhof lo descarta por un supuesto "sobrepeso", por lo que el buen atacante decide recalar en Colo-Colo. Después de no haber llegado a un acuerdo con Colo-Colo, el jugador dejó el club para recalar de vuelta en Necaxa.
En febrero de 2009 retorna a su país para defender los colores del Club Nacional de Football, el club de sus amores. En su debut clásico (es decir, en el primer partido que jugó con la camiseta del Club Nacional de Football contra el Club Atlético Peñarol), el día 24 de mayo de 2009, Gustavo Biscayzacú marcó tres goles para darle la victoria a Nacional por 3 tantos contra 2, convirtiéndose así en el sexto jugador en marcar tres o más goles en un encuentro clásico por el campeonato uruguayo.
En enero de 2010 firma un contracto de un año en la Portuguesa para la disputa del Campeonato Paulista y del Campeonato Brasileiro de la Série B. En septiembre de ese año firmó en condición de libre con el River Plate uruguayo.
A mediados del 2011 Biscayzacú es confirmado como nuevo refuerzo del Deportivo Cali en Colombia. Aunque se había anunciado su salida del club caleño al término de 2011, finalmente se integró a trabajos y continuará para la temporada 2012.
En 2013 se confirmó su contratación al Deportes Quindio, club con el cual logra anotar su gol 200 en su carrera.
Su último club fue el Boston River en 2015; El “Grillo” declaró que quería seguir jugando para cumplir una meta. Llegar a los 250 goles, consiguió oficialmente 247 goles en su carrera.

### Como entrenador
Desde el 23 de febrero de 2019 dirige al Club Atlético Villa Teresa de su natal Uruguay.

## Clubes
| Club              | País      | Año       |
| ----------------- | --------- | --------- |
| Defensor Sporting | Uruguay   | 1997-1999 |
| Fernández Vial    | Chile     | 2000      |
| Santiago Morning  | Chile     | 2001      |
| Real Jaén         | España    | 2002      |
| Melbourne Knights | Australia | 2002      |
| Unión Española    | Chile     | 2003      |
| Veracruz          | México    | 2004-2006 |
| Atlante           | México    | 2006-2007 |
| Colo-Colo         | Chile     | 2007-2008 |
| Necaxa            | México    | 2008      |
| Nacional          | Uruguay   | 2009      |
| Portuguesa        | Brasil    | 2010      |
| River Plate       | Uruguay   | 2010      |
| Deportivo Cali    | Colombia  | 2011-2012 |
| Deportes Quindío  | Colombia  | 2013      |
| El Tanque Sisley  | Uruguay   | 2014      |
| Boston River      | Uruguay   | 2015      |

### Como entrenador
| Club         | País    | Año  |
| ------------ | ------- | ---- |
| Villa Teresa | Uruguay | 2019 |
| Racing       | Uruguay | 2020 |

## Palmarés

### Campeonato nacionales
| Título                      | Club      | País    | Año     |
| --------------------------- | --------- | ------- | ------- |
| Primera División de Chile   | Colo-Colo | Chile   | 2007    |
| Primera División de Uruguay | Nacional  | Uruguay | 2008-09 |

### Distinciones individuales
| Distinción                                          | Año  |
| --------------------------------------------------- | ---- |
| Máximo goleador de la Primera B de Chile (18 goles) | 2000 |
| Máximo goleador del Torneo Clausura (21 goles)      | 2003 |